# Brotogeris chiriri
Brotogeris chiriri là một loài chim trong họ Psittacidae.

## Hình ảnh

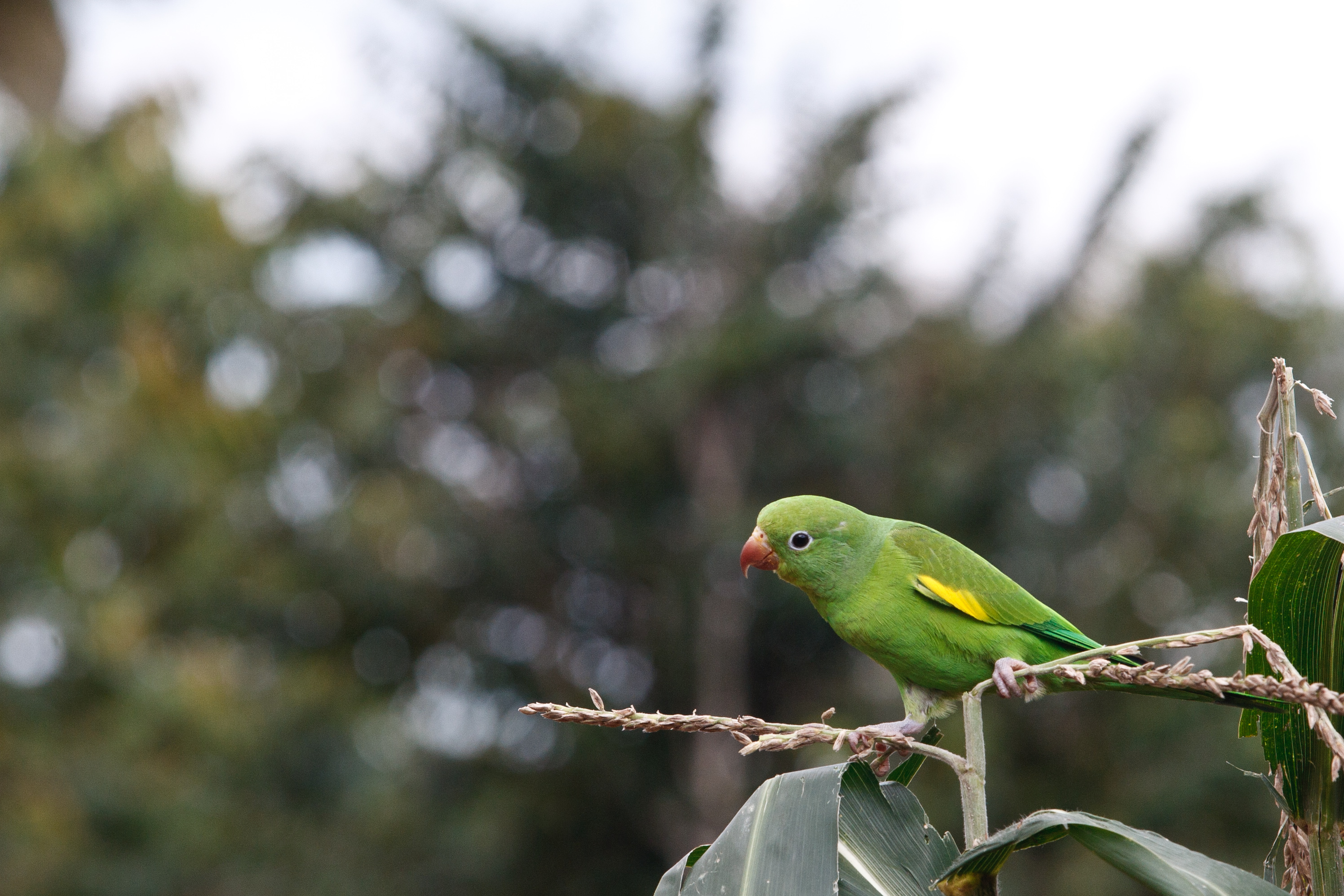
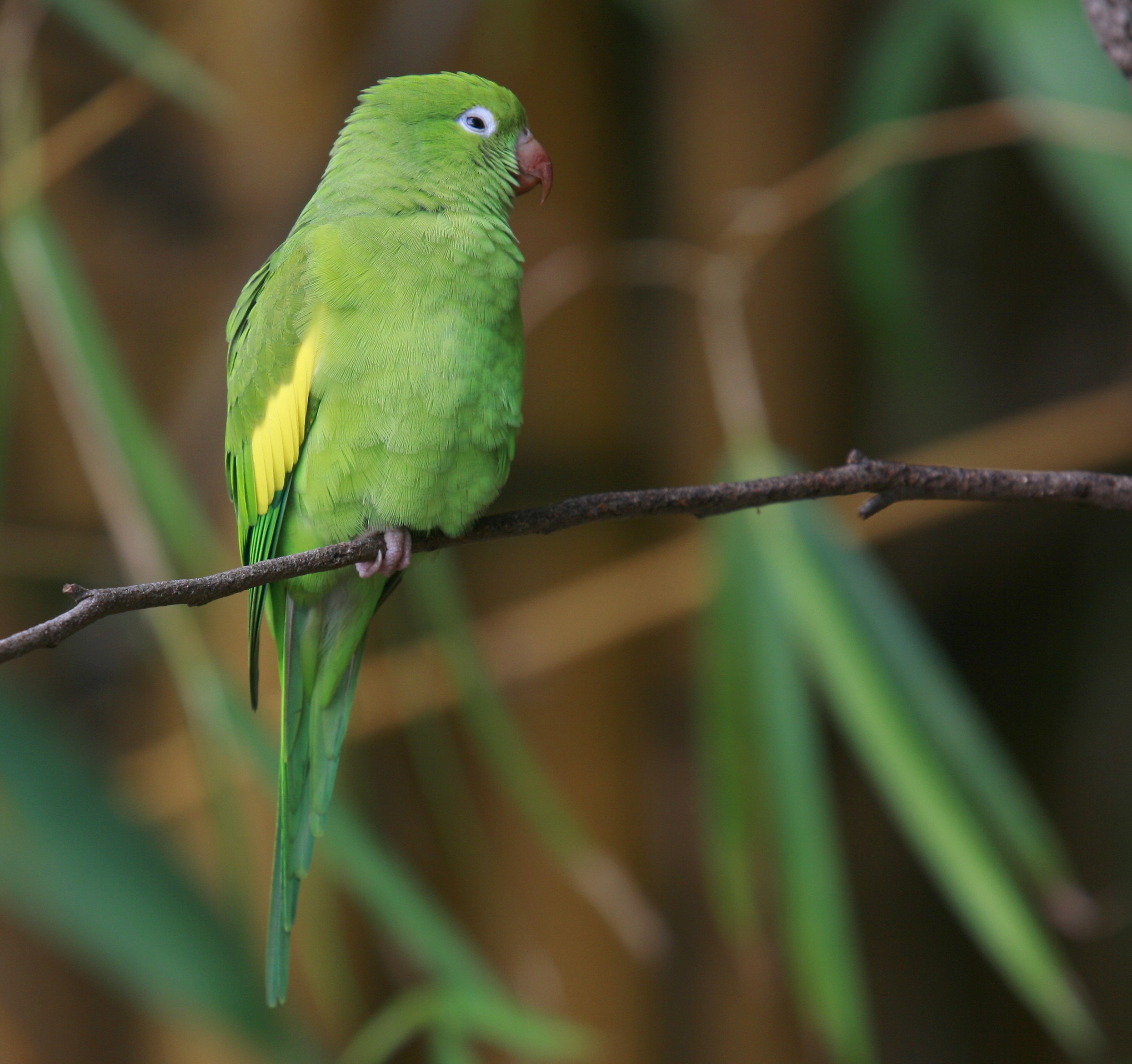
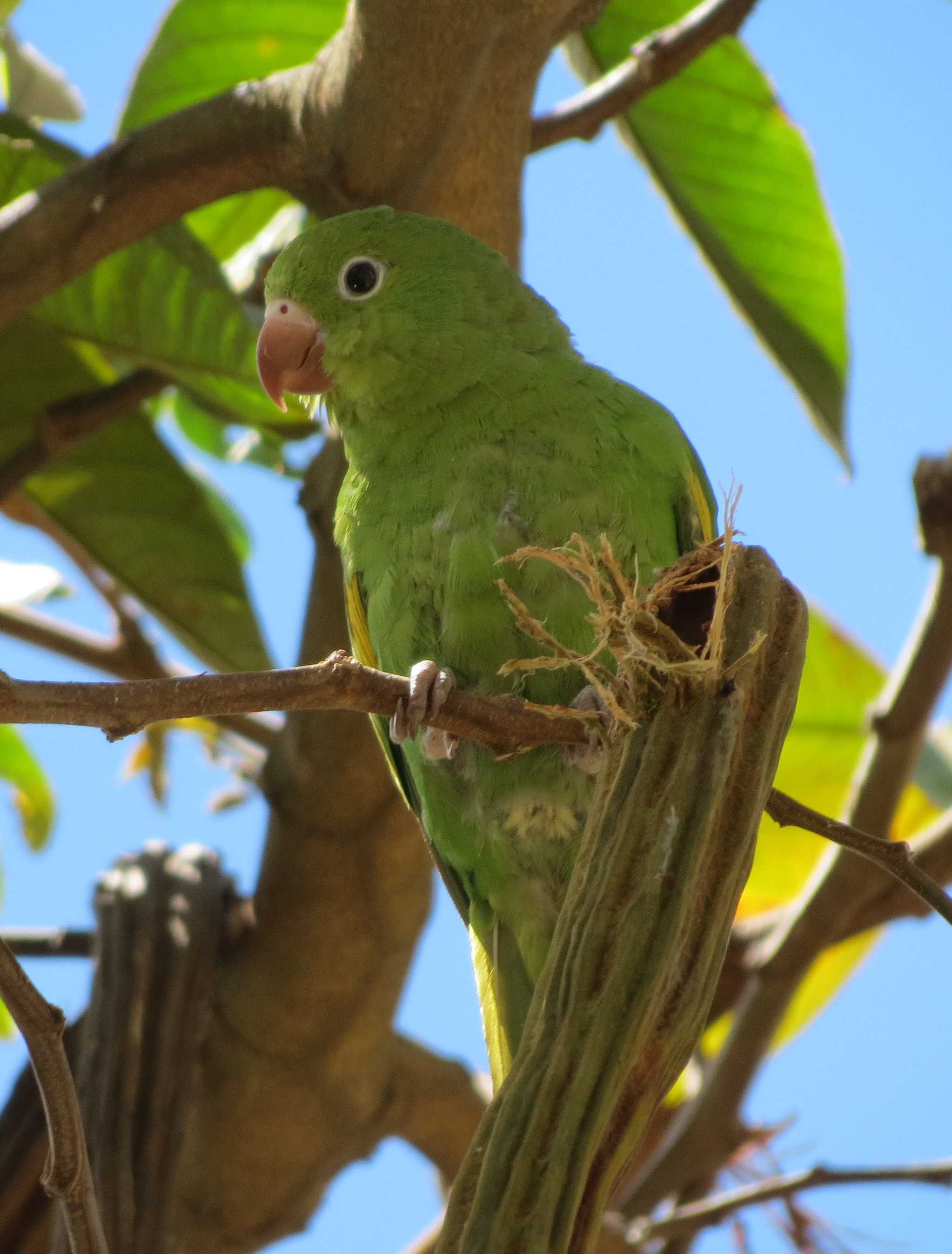
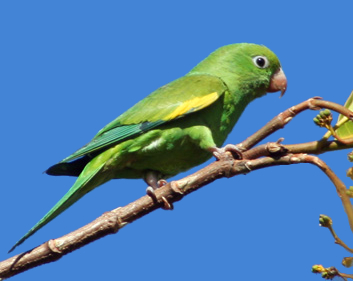
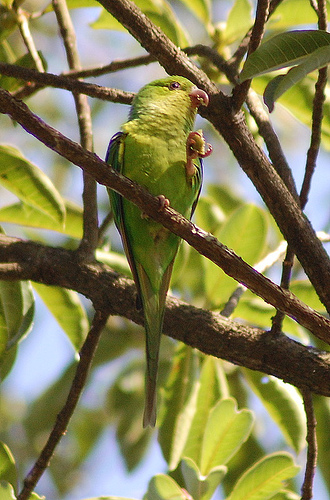